# Bore Track

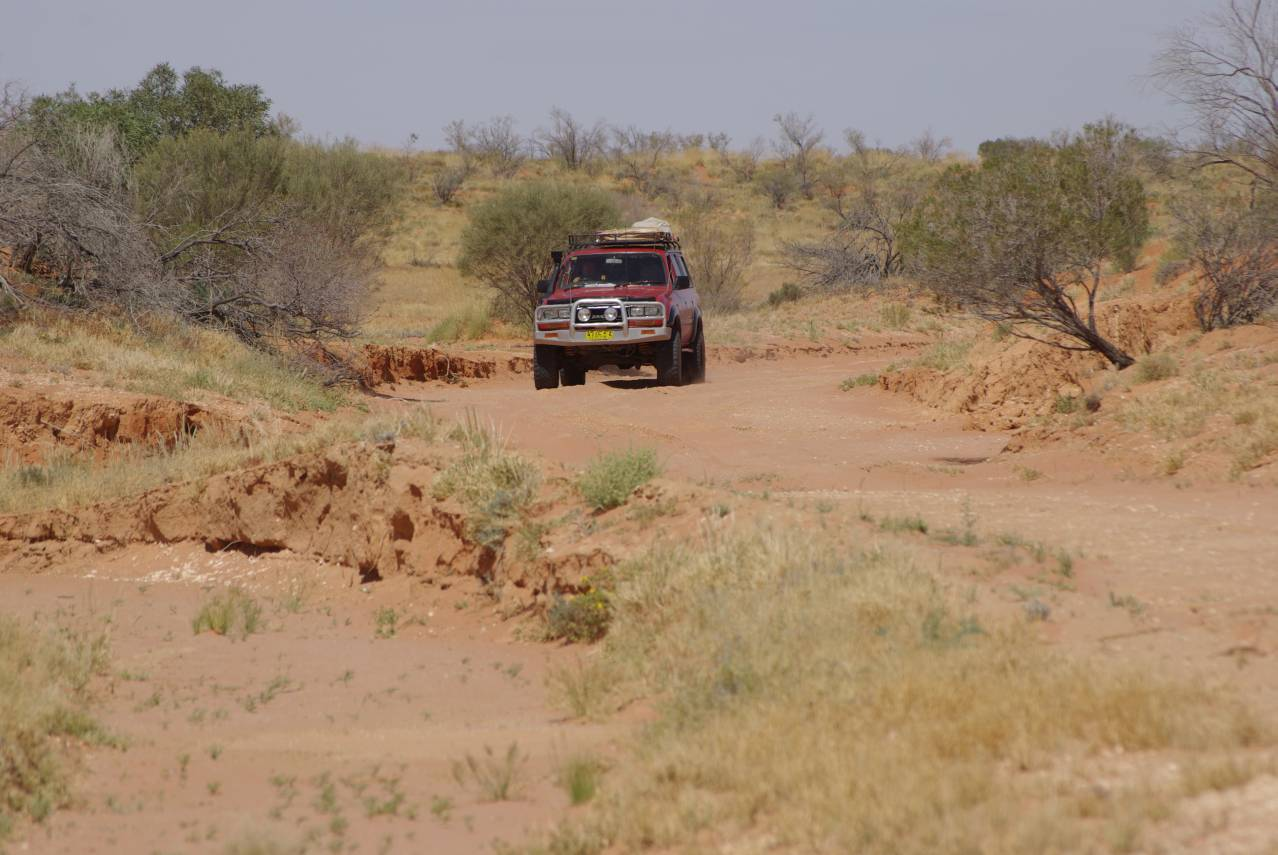
Bore Track in der Strzelecki-Wüste.

Der Bore Track („Bohrlochpiste“) ist eine unbefestigte Outbackpiste im Nordosten des australischen Bundesstaates South Australia. Er verbindet die Cameron Corner Road in Bollards Lagoon westlich der Cameron Corner entlang der Grenze zu Queensland mit dem Adventure Way östlich von Innamincka.

## Verlauf
Die Piste führt von der Siedlung Bollards Lagoon entlang dem gleichnamigen Salzsee nach Norden und tritt dann in die Innamincka Regional Reserve, ein staatliches Schutzgebiet, ein. 111 km von ihrem Start entfernt kreuzt eine weitere Piste, die Dullingari Road, die in das gleichnamige Öl- und Gasfeld führt. 19 km östlich der Stadt  Innamincka trifft der Bore Track auf den Adventure Way und endet.

## Straßenzustand und Genehmigungen
Der Weg, der nur mit allradangetriebenen Fahrzeugen oder geeigneten Motorrädern befahren werden kann, führt durch die Strzelecki-Wüste über rote Sanddünen und Lehmuntergründe. Diese Straße wurde zur Erschließung der Erdgasfelder in der Wüste gebaut und führt an Pipelines und Bohrlöchern vorbei.
Für die Benutzung der Piste muss eine Gebühr entrichtet werden.